# Frailea pygmaea
Frailea pygmaea ist eine Pflanzenart in der Gattung Frailea aus der Familie der Kakteengewächse (Cactaceae). Das Artepitheton pygmaea stammt aus dem Lateinischen, bedeutet ‚Zwerg‘ und verweist auf die geringe Größe der Pflanzen.

## Beschreibung
Frailea pygmaea wächst einzeln oder gruppenbildend mit kugelförmigen bis kurz zylindrischen, leuchtend grünen bis graugrünen Körpern. Die Körper erreichen bei Durchmessern von 3 Zentimetern Wuchshöhen von bis zu 7 Zentimetern. Die 13 bis 24 Rippen sind in kleine, kaum unterscheidbare Höcker gegliedert. Die weißen, borstigen, 1 bis 4 Millimeter langen Dornen liegen an der Oberfläche der Körper an und können nicht in Mittel- und Randdornen unterschieden werden.
Die gelben Blüten sind bis zu 2,5 Zentimeter lang und erreichen Durchmesser von 3 Zentimetern. Die Früchte sind kugelförmig.

## Verbreitung, Systematik und Gefährdung
Frailea pumila ist im Süden von Brasilien, in Uruguay, und im Nordosten von Argentinien verbreitet.
Die Erstbeschreibung als Echinocactus pygmaeus wurde 1905  von Carlos Luis Spegazzini veröffentlicht. Nathaniel Lord Britton und Joseph Nelson Rose stellten die Art 1922 in die Gattung Frailea. Ein weiteres nomenklatorisches Synonym ist Astrophytum pygmaeum (Speg.) Halda & Malina (2005).
Es werden die folgenden Unterarten unterschieden:
- Frailea pygmaea subsp. pygmaea
- Frailea pygmaea subsp. albicolumnaris (F.Ritter) Hofacker
- Frailea pygmaea subsp. tuyensis (Buining & G.Moser) Metzing

In der Roten Liste gefährdeter Arten der IUCN wird die Art als „Least Concern (LC)“, d. h. als nicht gefährdet geführt.

## Nachweise